# James Weldon Johnson
James Weldon Johnson (Jacksonville, 17 de junho de 1871 — Wiscasset, 26 de junho de 1938) foi um autor norte-americano, educador, advogado, diplomata, compositor e ativista dos direitos civis. Foi membro do Renascimento do Harlem.